# 星期日邮报
《星期日邮报》（英語：The Mail on Sunday）是英国一份保守主义报纸，以小报版式出版。它是由罗瑟米尔爵士于1982年创办，而它的姊妹报《每日邮报》则于1896年出版。
2011年7月，受《世界新闻报》停刊的影响，《星期日邮报》销量激增至每周250万份，成为英国最畅销的星期日出刊报纸。但是好景不长，到了9月份，报纸的销量回落至不足200万份。和《每日邮报》一样，《星期日邮报》也隶属于每日邮报与普通信托集团，但是两报的编辑人员是完全分开的。截止2016年12月，《星期日邮报》的年销量为1,284,121份。